# Nolella horrida
Nolella horrida is een mosdiertjessoort uit de familie van de Nolellidae. De wetenschappelijke naam van de soort is voor het eerst geldig gepubliceerd in 1926 door O'Donoghue & O'Donoghue.